# CG-1
De CG-1 (Carretera General 1) of Carretera d'Espanya is een hoofdweg in Andorra. De weg verbindt de hoofdstad Andorra la Vella met de Spaanse N-145 richting La Seu d'Urgell en Lleida. De CG-1 is ruim 11 kilometer lang.

## Zijtakken
De volgende CS-wegen (carreteras secundarias) zijn zijtakken van de CG-1:
| Nummer | Lengte | Verloop                                                                            |
| ------ | ------ | ---------------------------------------------------------------------------------- |
| CS-100 | 4,5 km | Santa Coloma (CG-1) - Andorra la Vella-Zuid - Escaldes-Engordany (CS-200)          |
| CS-101 | 7 km   | CS-100 - Bergen bij Andorra la Vella - La Cornelia - Estany d'Engolasters (CS-200) |
| CS-102 | 0,5 km | CS-101 - Forn Incinerador                                                          |
| CS-110 | 6 km   | omgenummerd naar CG-6                                                              |
| CS-111 | 14 km  | Bixessarri (CG-6) - Fontaneda (CS-140)                                             |
| CS-120 | 5 km   | Sant Julià de Lòria (CG-1) - Nagol - Llumeneres - Certers                          |
| CS-130 | 17 km  | Sant Julià de Lòria (CG-1) - Aubinyà - Juberri - Els Plans - CS-131 - La Rabassa   |
| CS-131 | 13 km  | Sant Julià de Lòria (CS-130) - Aixirivall - CS-130                                 |
| CS-140 | 6 km   | Sant Julià de Lòria (CG-1) - CS-141 - Fontaneda (CS-111)                           |
| CS-141 | 1,5 km | CS-140 - La Moixella                                                               |
| CS-142 | 2,5 km | CS-111 - Mas d'Alins                                                               |

CG-1 · CG-2 · CG-3 · CG-4 · CG-5 · CG-6